# Aalborg KFUM Fodbold
Aalborg KFUM Fodbold er en dansk fodboldklub hjemmehørende i Hasseris i Aalborg. Klubben var tidligere en del af Aalborg KFUM Idrætsklub, der er stiftet den 17. juni 1938. Fodboldklubben blev udskilt fra moderklubben den 21. oktober 1991. Aalborg KFUM Fodbold spiller sine hjemmekampe på Aalborg KFUM Stadion, Under Lien 60, 9000 Aalborg.